# Moskovski Komsomólets
Moskovski Komsomólets (en rus: Москóвский комсомóлец), conegut popularment amb les seves sigles MK, és un diari rus amb seu a Moscou, de tirada estatal. Fundat el 1919, va ser durant molts anys l'òrgan del Comitè de Moscou del Komsomol, finS que el 1991 va ser privatitzat. S'estimava que l'any 2009 que tenia una circulació de 700.000 exemplars. Des de 1983 el seu editor és Pàvel Gússev.
El primer exemplar del diari es va publicar l'11 de desembre de 1919 com a Iuni kommunar (Юный коммунар), i posteriorment va canviar diversos cops de nom: va ser el Iunoixeskoi pravdoi (rus: Юношеская правда) i el 1924, després de la mort de Lenin, el Molodoi leninets (Молодой ленинец). Va anomenar-se Moskovski Komsomólets, el seu nom actual, des del setembre de 1929.
Entre 1931 i 1939, el diari va deixar de publicar-se. Tot i que tornà a publicar-se el 1940, la guerra va fer que només pogués tornar a la regularitat fins al 2 d'octubre de 1945. Fins a 1990 va servir com a òrgan del Comitè de Moscou del Komsomol. El 1991 va ser privatitzat i adquirit per treballadors del diari.